# Uncinaria stenocephala
Espèce
Uncinaria stenocephala est une espèce de nématodes de la famille des Ancylostomatidae. Il parasite les chats, les chiens et les renards ainsi que les humains.